# 亚历山德罗斯·尼古拉迪斯
亚历山德罗斯·尼古拉迪斯（希臘語：Αλέξανδρος Νικολαϊδης，1979年10月17日—2022年10月14日）是一名希腊跆拳道运动员，2008年被评为希腊年度最佳男运动员。2004年雅典奥运会上，亚历山德罗斯·尼古拉迪斯在主场加持下于金牌争夺战中输给韩国选手文大成，获得银牌。
2008年3月24日，尼古拉迪斯被选为2008年夏季奥运会的首位火炬手，同年4月11日，在罗马赢得欧洲跆拳道锦标赛冠军。
2008年北京奥运会上，尼古拉迪斯在+80公斤级决赛中输给车东旻，再次获得银牌。
2011年7月，他在阿塞拜疆巴库举行的2011年世界跆拳道奥运会资格争夺赛中击败中国选手劉哮波，获得第三名，并取得2012年夏季奥林匹克运动会参赛资格，2012年伦敦夏季奥运会担任希腊入场旗手。
2012年8月11日，尼古拉迪斯在预赛中以比分7-3败于巴赫里·坦勒库卢，同时结束其奥运会生涯。
尼古拉迪斯于2014年退役。2022年10月14日，尼古拉迪斯去世，时年42岁。据称尼古拉迪斯从去世前两年就一直患有一种“极其罕见”的癌症。